# 대한민국 여성가족부 장관
여성가족부 장관(女性家族部 長官)은 여성가족부를 대표하는 직위로, 국무위원으로 보한다.

## 임명
- 국무위원 중에서 국무총리의 제청으로 대통령이 임명하며, 국무총리는 해임을 건의할 수 있다.
- 국회는 임명에 대한 인사청문회를 실시한다.

## 역할
- (정부조직법 제7조제1항) 각 행정기관의 장은 소관사무를 통할하고 소속공무원을 지휘·감독한다.
- (정부조직법 제41조) 여성가족부장관은 여성정책의 기획·종합, 여성의 권익증진 등 지위향상, 청소년 및 가족(다문화가족과 건강가정사업을 위한 아동업무를 포함한다)에 관한 사무를 관장한다.

## 역대 장관
| 대수  | 이름                       | 임기             | 임기             | 임기      | 대통령 | 부처명              |
| 대수  | 이름                       | 취임일           | 퇴임일           | 기간      | 대통령 | 부처명              |
| ----- | -------------------------- | ---------------- | ---------------- | --------- | ------ | ------------------- |
| 1     | 조경희(趙敬姬) (1918–2005) | 1988년 2월 25일  | 1988년 12월 4일  | 283일     | 노태우 | 정무장관(제2)실     |
| 2     | 김영정(金榮禎) (1929–2021) | 1988년 12월 5일  | 1990년 3월 18일  | 1년 103일 | 노태우 | 정무장관(제2)실     |
| 3     | 이계순(李季順) (1927–)     | 1990년 3월 19일  | 1991년 12월 19일 | 1년 275일 | 노태우 | 정무장관(제2)실     |
| 4     | 김갑현(金甲現) (1932–2021) | 1991년 12월 20일 | 1993년 2월 25일  | 1년 67일  | 노태우 | 정무장관(제2)실     |
| 5     | 권영자(權英子) (1937–)     | 1993년 2월 26일  | 1994년 12월 23일 | 1년 300일 | 김영삼 | 정무장관(제2)실     |
| 6     | 김장숙(金長淑) (1934–2020) | 1994년 12월 24일 | 1996년 8월 7일   | 1년 227일 | 김영삼 | 정무장관(제2)실     |
| 7     | 김윤덕(金胤德) (1937–2022) | 1996년 8월 8일   | 1997년 8월 5일   | 362일     | 김영삼 | 정무장관(제2)실     |
| 8     | 이연숙(李嬿淑) (1935–)     | 1997년 8월 6일   | 1998년 3월 2일   | 208일     | 김영삼 | 정무장관(제2)실     |
| 1     | 윤후정(尹厚淨) (1932–)     | 1998년 3월 6일   | 1999년 3월 17일  | 1년 11일  | 김대중 | 여성특별위원회      |
| 2     | 강기원(姜基遠) (1942–)     | 1999년 3월 18일  | 2000년 5월 8일   | 1년 51일  | 김대중 | 여성특별위원회      |
| 3     | 백경남(白京男) (1941–)     | 2000년 5월 9일   | 2001년 1월 28일  | 264일     | 김대중 | 여성특별위원회      |
| 1     | 한명숙(韓明淑) (1944–)     | 2001년 1월 29일  | 2003년 2월 26일  | 2년 28일  | 김대중 | 여성부              |
| 2     | 지은희(池銀姬) (1947–)     | 2003년 2월 27일  | 2005년 1월 4일   | 1년 312일 | 노무현 | 여성부              |
| 3 / 1 | 장하진(張夏眞) (1951–)     | 2005년 1월 5일   | 2008년 2월 29일  | 3년 55일  | 노무현 | 여성부 / 여성가족부 |
| 1     | 변도윤(邊道潤) (1947–)     | 2008년 3월 13일  | 2009년 9월 29일  | 1년 200일 | 이명박 | 여성부              |
| 1     | 백희영(白喜英) (1950–)     | 2009년 9월 30일  | 2011년 9월 16일  | 1년 351일 | 이명박 | 여성가족부          |
| 2     | 김금래(金錦來) (1952–)     | 2011년 9월 17일  | 2013년 3월 10일  | 1년 174일 | 이명박 | 여성가족부          |
| 3     | 조윤선(趙允旋) (1966–)     | 2013년 3월 11일  | 2014년 6월 13일  | 1년 94일  | 박근혜 | 여성가족부          |
| -     | 이복실(李馥實) (1961–)     | 2014년 6월 14일  | 2014년 7월 15일  | 31일      | 박근혜 | 여성가족부          |
| 4     | 김희정(金姬廷) (1971–)     | 2014년 7월 16일  | 2016년 1월 12일  | 1년 180일 | 박근혜 | 여성가족부          |
| 5     | 강은희(姜𤨒姬) (1964–)     | 2016년 1월 13일  | 2017년 7월 6일   | 1년 174일 | 박근혜 | 여성가족부          |
| 6     | 정현백(鄭鉉柏) (1953–)     | 2017년 7월 7일   | 2018년 9월 20일  | 1년 75일  | 문재인 | 여성가족부          |
| 7     | 진선미(陳善美) (1967–)     | 2018년 9월 21일  | 2019년 9월 8일   | 352일     | 문재인 | 여성가족부          |
| 8     | 이정옥(李貞玉) (1955–)     | 2019년 9월 9일   | 2020년 12월 28일 | 1년 110일 | 문재인 | 여성가족부          |
| 9     | 정영애(鄭英愛) (1955–)     | 2020년 12월 29일 | 2022년 5월 16일  | 1년 138일 | 문재인 | 여성가족부          |
| 10    | 김현숙(金賢淑) (1966–)     | 2022년 5월 17일  | 2024년 2월 21일  | 1년 280일 | 윤석열 | 여성가족부          |
| -     | 신영숙(申英淑) (1968–)     | 2024년 2월 22일  | 현직             | 1년 169일 | 윤석열 | 여성가족부          |

## 같이 보기
- 여성가족부
- 여성가족부 차관